# Gabriela Duca
Gabriela Duca (* 22. September 1994) ist eine rumänische Tennisspielerin.

## Karriere
Duca spielt bislang vorrangig auf der ITF Women’s World Tennis Tour, wo sie aber noch keinen Titel gewann.
2016 erreichte sie als Lucky Loser das Hauptfeld des Dameneinzel bei den Naturtex Women’s Open 2016, wo sie aber bereits in der ersten Runde gegen Ema Burgić Bucko mit 1:6 und 2:6 verlor. Im Doppel trat sie mit Partnerin Elena-Teodora Cadar an, wo sie aber ebenfalls bereits in der ersten Runde gegen die Paarung Ágnes Bukta und Rebeka Stolmár mit 2:6 und 1:6 scheiterten.
2017 und 2018 erreichte sie mit verschiedenen Partnerinnen in Iraklio und Niš das Finale im Doppel.
2019 trat sie mit Nathaly Kurata beim BMW AHG Cup und den Knoll Open an, wo sie aber beide Male bereits in der ersten Runde scheiterten.